# Śmierć Adolfa Hitlera

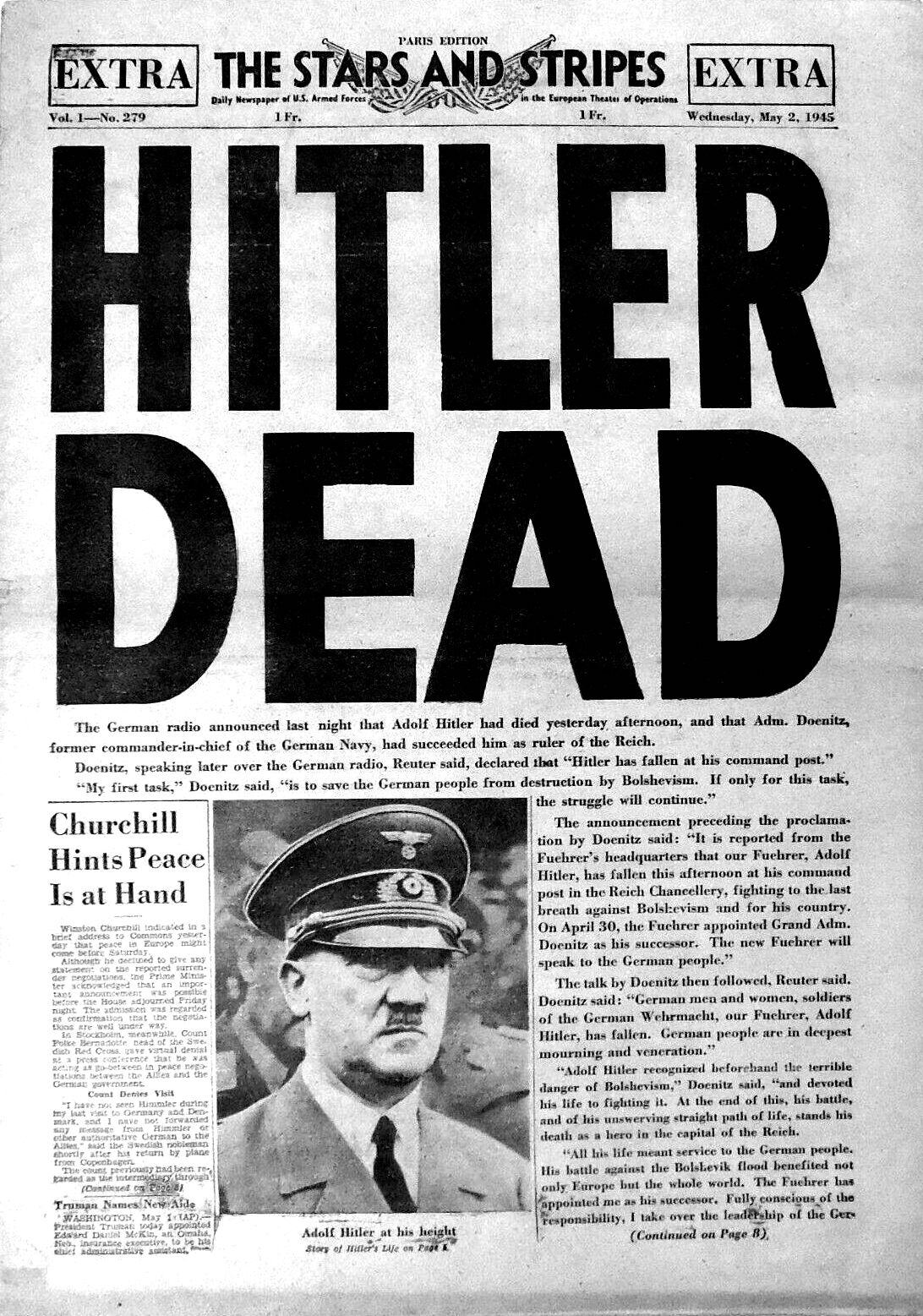
Okładka amerykańskiej gazety Stars and Stripes z maja 1945

Śmierć Adolfa Hitlera – zgon kanclerza III Rzeszy Adolfa Hitlera będący najprawdopodobniej wynikiem samobójstwa dokonanego 30 kwietnia 1945 r. w Berlinie. Śmierć Führera stanowiła jeden z ostatnich epizodów klęski Niemiec w II wojnie światowej, które osiem dni później podpisały bezwarunkową kapitulację.
Portugalia jako jedyne państwo na świecie ogłosiła w związku z tym wydarzeniem trwającą trzy dni żałobę narodową.

## Okoliczności zdarzenia
W ostatnich dniach II wojny światowej Adolf Hitler przebywał w oblężonym Berlinie, w tak zwanym Führerbunker zlokalizowanym pod ogrodem Starej Kancelarii Rzeszy przy Wilhelmstraße 77. Najprawdopodobniej 30 kwietnia 1945 r. ok. godziny 15:30 poniósł on śmierć w swoim gabinecie, razem z dopiero co poślubioną wieloletnią konkubiną Evą Braun. Wkrótce po śmierci, ciała małżeństwa Hitlerów zostały skremowane za pomocą około 160 litrów benzyny przez jego najbliższych współpracowników przy wyjściu ewakuacyjnym bunkra
Szczegóły śmierci wodza III Rzeszy były przedmiotem spekulacji przy czym wśród najpopularniejszych wersji wymienia się:
- samobójczy postrzał,
- samobójcze zażycie trucizny,
- samobójcze zażycie trucizny a następnie postrzelenie się,
- zabójstwo poprzez postrzelenie przez któregoś z adiutantów (jako tzw. „strzał łaski” ).

Trzy ostatnie wersje w różnych okresach były usilnie rozpowszechniane przez propagandę radziecką, a za nią przez cały świat.

## Kontrowersje

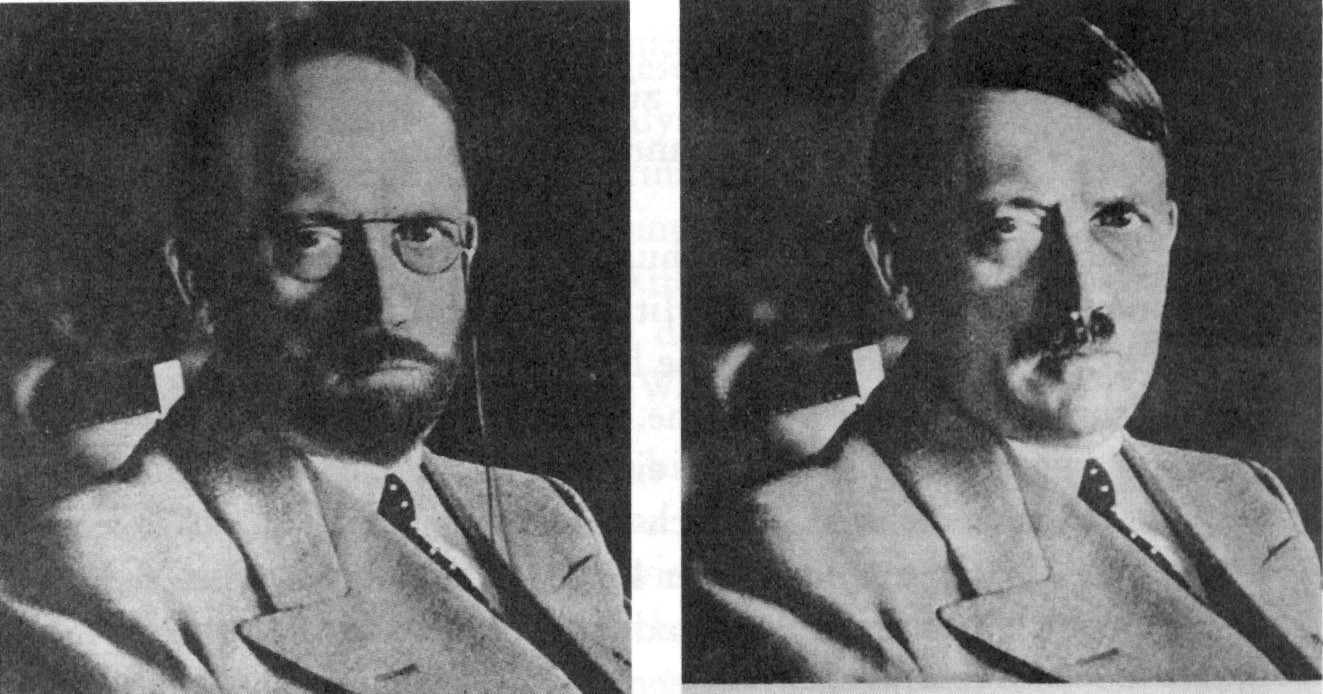
Obrazek autorstwa amerykańskich służb specjalnych ukazujący możliwy wygląd Hitlera w przypadku jego ucieczki wykonany w 1944 roku

Oficjalnie ciała Adolfa i Evy nie znaleziono, co stało się pożywką do podsycanych przez samego Stalina spekulacji, o rzekomej ich ucieczce do Ameryki Południowej czy Hiszpanii. 
W rzeczywistości, jeszcze w maju 1945 Smiersz przeprowadził identyfikację jedynych materialnych pozostałości po Evie Braun i Adolfie Hitlerze – fragmentów uzębienia znalezionych w nieznanych do tej pory okolicznościach. Materiałów tych wówczas nie opublikowano.

W maju 1946 tajna ekipa NKWD przeprowadziła pierwsze od końca wojny i jedyne badanie kryminalistyczne miejsca śmierci Hitlerów, w toku którego w miejscu śmierci Adolfa Hitlera stwierdzono: 

Na podstawie dużej liczby rozbryzgów i strużek krwi na sofie należy wnioskować, że zranieniu towarzyszyło wydatne wynaczynienie, wobec czego należy je określić jako zagrażające życiu. W momencie zranienia dana osoba musiała siedzieć w prawym rogu sofy, przy poręczy [...]. Uszkodzenie głowy było następstwem strzału w głowę, a nie uderzenia ciężkim przedmiotem [...]. Po zranieniu w głowę, ranny stracił przytomność i przez jakiś czas trwał nieruchomo w pozycji siedzącej z głową przechyloną ku prawej poręczy.

Ponieważ materiał ten nie potwierdzał oficjalnej wersji samobójstwa przez otrucie, został bezterminowo utajniony. Dotarcie do niego stało się możliwe dopiero w połowie lat 90. XX wieku.
Również w roku 1946 i również przez Rosjan znalezione zostały fragmenty kości, w tym czaszki Führera (jak wówczas sądzono). Na rozkaz Stalina utajniono historię śmierci Adolfa i Evy Hitlerów oraz ich pochówku, celowo wprowadzając w błąd Amerykanów i Anglików konfabulując inne scenariusze losów Hitlera. Nawet podczas konferencji w Poczdamie w lipcu 1945 na pytanie Churchilla i Trumana: „Czy znaleźliście szczątki Hitlera?” Stalin okłamywał sojuszników. Pozostała część nadpalonych szczątków Adolfa Hitlera i Ewy Braun została pochowana w nieoznaczonym miejscu w lesie znajdującym się w radzieckiej strefie okupacyjnej pod miastem Rathenow.
W kwietniu 1970 ówczesny szef KGB – Jurij Andropow, za zgodą Komitetu Centralnego KPZR, nakazał ekshumację, spalenie pozostałych nadpalonych szczątek a następnie wrzucenie prochów do jednej z niemieckich rzek. Zachował się jedynie fragment czaszki i fragment szczęki. W roku 2009 fragment czaszki miał zostać zbadany przez amerykańskiego archeologa. Według niego ten fragment czaszki nie należał do Hitlera, lecz do kobiety w wieku 20–40 lat. Choć Rosjanie zaprzeczyli jakoby amerykański archeolog miał zgodę na badania czaszki to jednak na nowo rozgorzała dyskusja o śmierci Hitlera. 
W 2017 roku, po uzyskaniu specjalnej zgody, fragment czaszki obejrzał a także zbadał zachowany fragment szczęki francuski paleopatolog Philippe Charlier z Raymond Poincaré University Hospital. Jego badania fragmentów mostka w Moskwie, porównanie mostka ze zdjęciem rentgenowskim głowy Hitlera wykonanym po zamachu w Wilczym Szańcu (20 lipca 1944) oraz przeprowadzone we Francji badania mikroskopem elektronowym dwóch kruszyn płytki nazębnej (wywiezionych za zgodą Rosjan do Francji) dowiodły z niemal stuprocentową pewnością, że szczęka przechowywana w Moskwie należała do Adolfa Hitlera.